# Astrachański Uniwersytet Państwowy
Astrachański Uniwersytet Państwowy (ros. Астраханский государственный университет, АГУ) – rosyjska uczelnia państwowa z siedzibą w Astrachaniu.
Założony w 1932 r. jako Astrachański Państwowy Instytut Pedagogiczny, w 1996 r. zmienił nazwę na Astrachański Państwowy Uniwersytet Pedagogiczny, od 2002 r. – Astrachański Uniwersytet Państwowy.
Na uniwersytecie studiuje około 17 000 studentów, około 600 aspirantów i doktorantów.